# Liste der Biografien/Jaf
Liste der Biografien |
Portal Biografien |
Personensuche
# |
A |
B |
C |
D |
E |
F |
G |
H |
I |
J |
K |
L |
M |
N |
O |
P |
Q |
R |
S |
T |
U |
V |
W |
X |
Y |
Z |
?
 
Ja |
Jb |
Jd |
Je |
Jh |
Ji |
Jj |
Jl |
Jn |
Jm |
Jo |
Jp |
Jr |
Js |
Jt |
Ju |
Jv |
Jw |
Jy
 
Jaa |
Jab |
Jac |
Jad |
Jae |
Jaf |
Jag |
Jah |
Jai |
Jaj |
Jak |
Jal |
Jam |
Jan |
Jao |
Jap |
Jaq |
Jar |
Jas |
Jat |
Jau |
Jav |
Jaw |
Jax |
Jay |
Jaz
Die Liste der Biografien führt alle Personen auf, die in der deutschsprachigen Wikipedia einen Artikel haben. Dieses ist eine Teilliste mit 92 Einträgen von Personen, deren Namen mit den Buchstaben „Jaf“ beginnt.

## Jaf

### Jafa
- Jafa, Arthur (* 1960), US-amerikanischer Videokünstler
- Jafar, Kamil (* 1970), tschechischer Spezialeffektkünstler
- Jafar, Mir (1691–1765), erster Nawab von Bengal
- Jafari, Azra, afghanische Bürgermeisterin
- Jafari, Behnaz (* 1975), iranische Schauspielerin
- Jafari, Hamid (* 2000), afghanischer Kickboxer, Weltmeister der Amateure im Weltverband der WKU
- Jafari, Seyed Morteza (* 1992), iranischer Grasskiläufer
- Jafarov, Saidjamshid (* 1999), usbekischer Boxer

### Jafe
- Jafet, Jean-Marc (* 1956), französischer Jazz- und Fusionmusiker (Bassgitarre, Kontrabass, Komposition)

### Jaff
- Jaff, Aya (* 1995), Programmiererin, Gründerin und SpeakerinAya Jaff (* 1995)

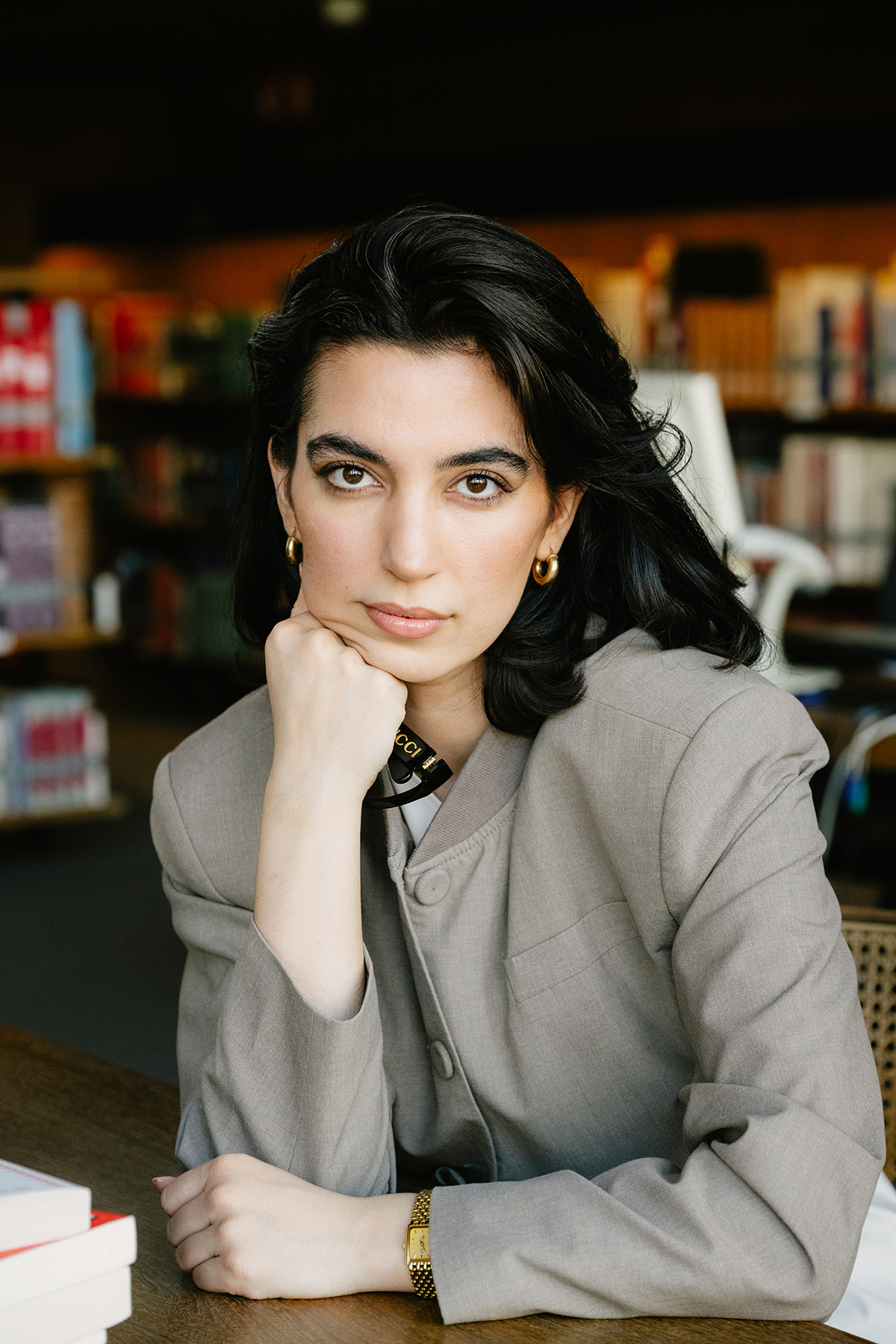
Aya Jaff (* 1995)

- Jaff, Hanna (* 1986), mexikanisch-kurdische Reality-TV-Persönlichkeit, Politikerin, Philanthropin, Menschenrechtsaktivistin, Konferenzsprecherin und Autorin
- Jaff, Sham (* 1989), deutsche Journalistin
- Jaff, Tara (* 1958), kurdische Harfenspielerin
- Jaffa, Rick (* 1956), US-amerikanischer Drehbuchautor und Filmproduzent
- Jaffar, Said Mohamed († 1993), komorischer Politiker
- Jaffar, Sayed (1911–1937), indischer Hockeyspieler
- Jaffard, Stéphane (* 1962), französischer Mathematiker
- Jaffe, Allan (1935–1987), amerikanischer Jazzmusiker und Betreiber der Preservation Music Hall
- Jaffe, Allan (* 1950), amerikanischer Jazz- und Fusionmusiker
- Jaffé, Aniela (1903–1991), deutsch-schweizerische Psychologin und Autorin
- Jaffe, Arthur (* 1937), US-amerikanischer mathematischer Physiker
- Jaffé, Benno (1840–1923), deutscher Chemiker, Unternehmer und Kommunalpolitiker
- Jaffe, Bernard (1896–1986), US-amerikanischer Chemiker, Wissenschaftshistoriker und insbesondere Chemiehistoriker
- Jaffe, Carl (1902–1974), deutsch-britischer Schauspieler
- Jaffe, David (* 1973), US-amerikanischer Spieleentwickler
- Jaffé, Don (* 1933), deutsch-israelischer Musiker und Komponist
- Jaffé, Edgar (1866–1921), deutscher Politiker
- Jaffe, Elaine S. (* 1943), US-amerikanische Hämatopathologin
- Jaffe, Eric A., Hämatologe und Onkologe
- Jaffé, Ernst (1873–1916), deutscher Kunsthistoriker
- Jaffé, Franz (1855–1937), deutscher Architekt, preußischer Baubeamter, Maler
- Jaffé, George (1880–1965), deutsch-amerikanischer Physiker und Chemiker
- Jaffé, Hans Ludwig Cohn (1915–1984), niederländischer Kunsthistoriker und Kurator
- Jaffe, Henry Lewis (1896–1979), amerikanischer Pathologe in New York
- Jaffe, Herb (1921–1991), US-amerikanischer Filmproduzent und Unternehmer
- Jaffe, Jonathan (* 1987), US-amerikanischer Pokerspieler
- Jaffe, Joshua (* 1978), US-amerikanischer Musiker
- Jaffe, Lee (* 1950), US-amerikanischer Künstler
- Jaffe, Leo (1909–1997), US-amerikanischer Filmfirmenmanager und Filmproduzent
- Jaffe, Lew Borissowitsch (1876–1948), belarussischer Dichter, Journalist, Publizist, Übersetzer und Zionist
- Jaffé, Louis I. (1888–1950), US-amerikanischer Schriftsteller, Journalist und Herausgeber
- Jaffe, Marielle (* 1989), US-amerikanische Schauspielerin und Model
- Jaffé, Max (1841–1911), deutscher Pharmakologe und Biochemiker
- Jaffé, Max (1845–1939), österreichischer Fotograf und Reproduktionstechniker
- Jaffé, Max (1859–1909), deutscher Chirurg
- Jaffe, Max, US-amerikanischer Rock- und Jazzmusiker (Schlagzeug)
- Jaffe, Michael (* 1945), amerikanischer Fernseh- und Filmproduzent
- Jaffé, Michael (* 1963), deutscher Rechtsanwalt und Insolvenzverwalter
- Jaffe, Mordechai († 1612), jüdischer Gelehrter, Gaon, Rabbiner, Rosch-Jeschiwa und Dezisor
- Jaffé, Mordechai (1740–1813), deutscher Rabbiner
- Jaffe, Nat (1918–1945), US-amerikanischer Jazz-Pianist des Swing
- Jaffe, Peter (1913–1982), britischer Segler
- Jaffé, Philipp (1819–1870), deutscher Historiker
- Jaffé, Ramón (* 1962), deutscher Cellist und Kammermusiker
- Jaffé, Robert (1870–1911), deutscher Schriftsteller
- Jaffé, Robert (1894–1968), deutscher Ingenieur, Landwirt und Politiker (DP), MdB
- Jaffe, Robert L. (* 1946), US-amerikanischer theoretischer Physiker
- Jaffe, Rona (1931–2005), amerikanische Schriftstellerin
- Jaffé, Rudolf (1885–1975), deutsch-venezolanischer Pathologe und Hochschullehrer
- Jaffe, Sam (1891–1984), US-amerikanischer Schauspieler
- Jaffe, Sam (1901–2000), US-amerikanischer Schauspielmanager und Filmproduzent
- Jaffe, Scott (* 1969), US-amerikanischer Schwimmer
- Jaffé, Selma (1862–1935), deutsche Autorin
- Jaffé, Sophia (* 1980), deutsche Violinistin
- Jaffé, Sophie (* 1872), russische Violinistin
- Jaffe, Stanley R. (1940–2025), US-amerikanischer Filmproduzent und Filmregisseur
- Jaffé, Theodor Julius (1823–1898), deutscher Schauspieler
- Jaffee, Al (1921–2023), US-amerikanischer CartoonistAl Jaffee (1921–2023)

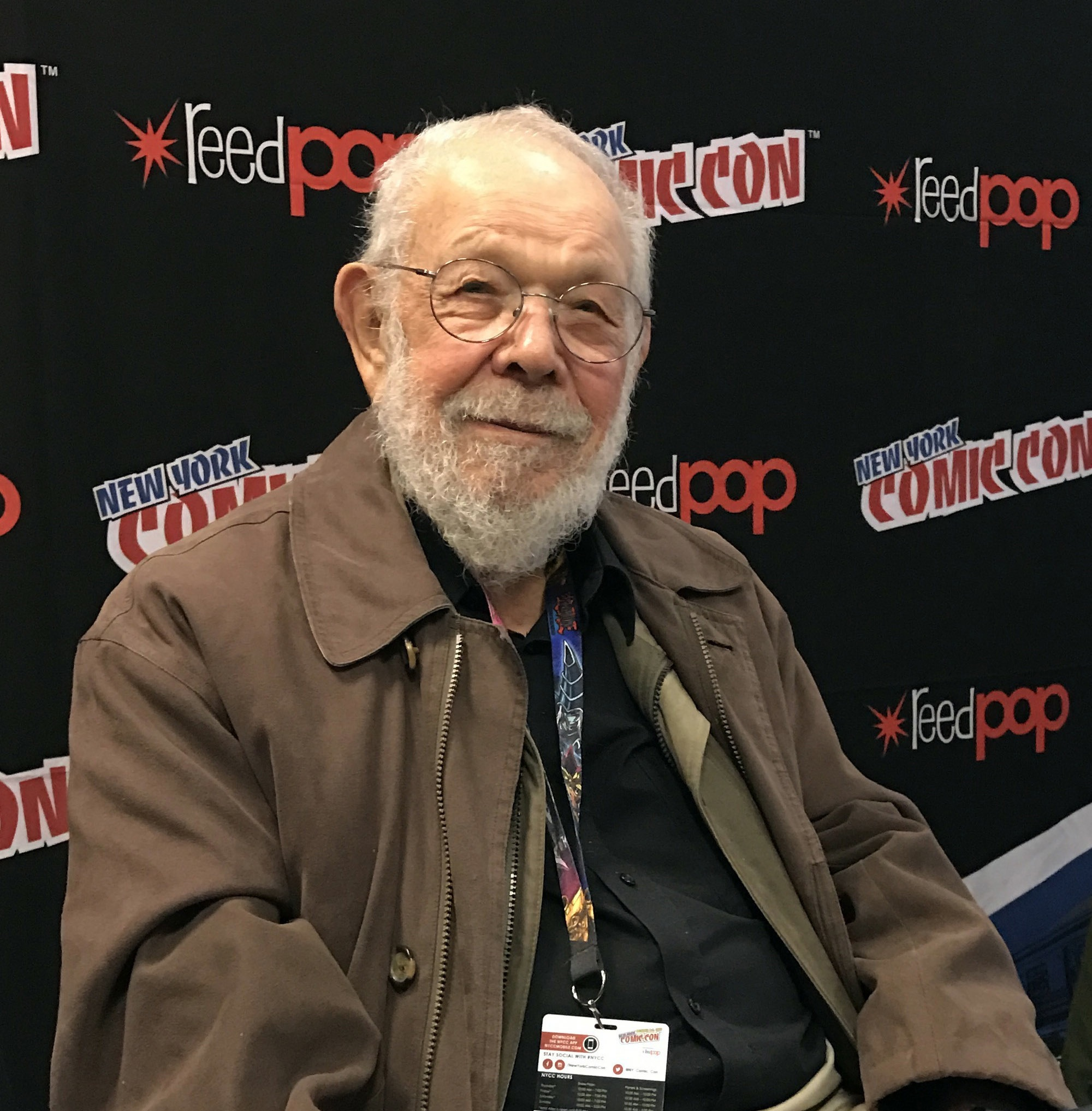
Al Jaffee (1921–2023)

- Jaffee, Irving (1906–1981), US-amerikanischer Eisschnellläufer
- Jaffee, Jared (* 1981), US-amerikanischer Pokerspieler
- Jaffee, N. Jay (1921–1999), US-amerikanischer Fotograf
- Jaffer, Ali Mohamed (* 1955), jemenitischer Boxer
- Jaffer, Sayed (* 1985), bahrainischer Fußballtorwart
- Jafferis, Daniel Louis (* 1983), US-amerikanischer theoretischer Physiker
- Jaffery, Lubna (* 1980), norwegische Politikerin
- Jaffin, David (1937–2024), deutscher evangelischer Prediger, Pfarrer und Publizist
- Jaffke, Freya (1937–2021), deutsche Waldorfkindergärtnerin und Sachbuchautorin
- Jaffke-Witt, Susanne (* 1949), deutsche Politikerin (CDU), MdV, MdB
- Jaffray, Clive Talbot (1865–1956), kanadisch-amerikanischer Banker und Eisenbahnmanager
- Jaffray, Jason (* 1981), kanadischer Eishockeyspieler
- Jaffredo, Lionel (* 1970), französischer Fußballschiedsrichter
- Jaffrelot, Christophe (* 1964), französischer Politologe, Forschungsdirektor am CNRS
- Jaffrès, Gérard (* 1956), französischer Sänger, Autor und Interpret von Chansons
- Jaffrey, Madhur (* 1933), indische Autorin, Schauspielerin und Köchin
- Jaffrey, Raza (* 1975), britisch-indischer Schauspieler
- Jaffrey, Saeed (1929–2015), britischer Schauspieler indischer Herkunft
- Jaffrey, Sakina (* 1962), US-amerikanische SchauspielerinSakina Jaffrey (* 1962)

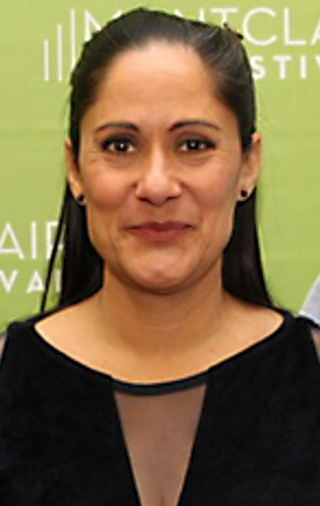
Sakina Jaffrey (* 1962)

### Jafi
- Jafia, biblischer Amoriterkönig von Lachisch

### Jafr
- Jafri, Zakia († 2025), indische Menschenrechtsaktivistin

### Jafs
- Jåfs, Kristoffer (* 1980), schwedischer Skispringer

### Jaft
- Jafta, Chris (* 1959), südafrikanischer Jurist, Richter am Verfassungsgericht der Republik Südafrika
- Jafta, Sinalo (* 1994), südafrikanische Cricketspielerin